# Cincinnati Bengals 1987
La stagione 1987 dei Cincinnati Bengals è stata la 18ª della franchigia nella National Football League, la 20ª complessiva. La squadra terminò con un record di 4-11 in un'altra stagione caratterizzata da uno sciopero dei giocatori, in cui per tre partite furono utilizzati atleti di riserva.

## Roster
| Roster dei Cincinnati Bengals nel 1987 |
| --- |
| Quarterback - 16 Ben Bennett - 7 Boomer Esiason - 15 Turk Schonert Running Back - 21 James Brooks - 36 Stanford Jennings KR - 28 Larry Kinnebrew FB Wide Receiver - 81 Eddie Brown - 80 Cris Collinsworth - 85 Tim McGee Tight End - 82 Rodney Holman - 84 Eric Kattus - 87 Jim Riggs Offensive Linemen - 74 Brian Blados T - 67 David Douglas C - 64 Bruce Kozerski C - 65 Max Montoya G - 78 Anthony Muñoz T - 75 Bruce Reimers G - 50 Dave Rimington C Defensive Linemen - 79 Bill Berthusen DT - 99 Jason Buck DE - 71 Mike Hammerstein DE - 69 Tim Krumrie NT - 72 Skip McClendon DE - 70 Jim Skow DE Linebacker - 53 Leo Barker OLB - 55 Ed Brady ILB - 58 Joe Kelly - 90 Emanuel King OLB - 51 Leon White OLB - 91 Carl Zander ILB Defensive Back - 26 Len Bell - 24 Lewis Billups CB - 34 Louis Breeden CB - 32 Nate Borders - 27 Barney Bussey FS - 33 David Fulcher SS - 22 Eric Thomas CB - 41 Solomon Wilcots S Special Team - 3 Jim Breech K - 10 Greg Horne P              |
| Legenda - I rookie sono in corsivo. - Il primo ruolo è il principale mentre gli eventuali successivi indicano i ruoli secondari. - (IR) sta per Injured Reserve ed indica la lista ristretta per un solo giocatore infortunato che può tornare ad allenarsi dopo la settimana 6 e a rientrare in prima squadra dopo che questa ha giocato 8 partite. - (NF-Inj.) / (NF-Ill.) stanno rispettivamente per Non-Football Injured e Non-Football Illness ed indicano le liste dove viene inserito un giocatore che ha un infortunio o una malattia non dipendente dal football americano. - (PUP) sta per Physically Unable to Perform ed indica la lista dove viene inserito un giocatore mentre è in attesa di recuperare la condizione fisica. Nella stagione regolare dopo la sesta partita giocata dalla propria squadra, il giocatore ha tempo tre settimane per riprendere ad allenarsi, più tre settimane aggiuntive dal suo rientro agli allenamenti per rientrare in prima squadra. |

## Calendario
| Stagione regolare |                   |                        |            |                               |          |
| Turno             | Data              | Avversario             | Risultato  | Record                        | Pubblico |
| 1                 | 13 settembre 1987 | at Indianapolis Colts  | V 23–21    | Hoosier Dome                  | 59,387   |
| 2                 | 20 settembre 1987 | San Francisco 49ers    | S 27–26    | Riverfront Stadium            | 53,498   |
| –                 | 27 settembre 1987 | at Los Angeles Rams    | cancellata | Anaheim Stadium               |          |
| 3                 | 4 ottobre 1987    | San Diego Chargers     | S 10–9     | Riverfront Stadium            | 26,209   |
| 4                 | 11 ottobre 1987   | at Seattle Seahawks    | V 17–10    | Kingdome                      | 31,739   |
| 5                 | 18 ottobre 1987   | Cleveland Browns       | S 34–0     | Riverfront Stadium            | 40,179   |
| 6                 | 25 ottobre 1987   | at Pittsburgh Steelers | S 23–20    | Three Rivers Stadium          | 53,692   |
| 7                 | 1 novembre 1987   | Houston Oilers         | S 31–29    | Riverfront Stadium            | 52,700   |
| 8                 | 8 novembre 1987   | Miami Dolphins         | S 20–14    | Riverfront Stadium            | 53,840   |
| 9                 | 15 novembre 1987  | at Atlanta Falcons     | V 16–10    | Atlanta–Fulton County Stadium | 25,758   |
| 10                | 22 novembre 1987  | Pittsburgh Steelers    | S 30–16    | Riverfront Stadium            | 59,910   |
| 11                | 29 novembre 1987  | at New York Jets       | S 27–20    | The Meadowlands               | 41,135   |
| 12                | 6 dicembre 1987   | Kansas City Chiefs     | V 30–27    | Riverfront Stadium            | 46,489   |
| 13                | 13 dicembre 1987  | at Cleveland Browns    | S 38–24    | Cleveland Stadium             | 77,331   |
| 14                | 20 dicembre 1987  | New Orleans Saints     | S 41–24    | Riverfront Stadium            | 43,424   |
| 15                | 27 dicembre 1987  | at Houston Oilers      | S 21–17    | Houston Astrodome             | 49,775   |

Note
- Gli avversari della propria division sono in grassetto.

## Classifiche
| AFC Central Division |    |    |   |      |     |      |     |     |     |
|                      | V  | S  | P | %    | DIV | CONF | PF  | PS  | STR |
| Cleveland Browns(2)  | 10 | 5  | 0 | .667 | 5–1 | 8–3  | 390 | 239 | V3  |
| Houston Oilers(4)    | 9  | 6  | 0 | .600 | 5–1 | 7–4  | 345 | 349 | V2  |
| Pittsburgh Steelers  | 8  | 7  | 0 | .533 | 2–4 | 6–5  | 285 | 299 | S2  |
| Cincinnati Bengals   | 4  | 11 | 0 | .267 | 0–6 | 3–9  | 285 | 370 | S3  |